# Zonophora wucherpfennigi
Zonophora wucherpfennigi – gatunek ważki z rodziny gadziogłówkowatych (Gomphidae). Występuje na terenie Ameryki Południowej.